# MSN Games
MSN Games, também conhecido como Zone.com é um site de jogos focado primariamente em jogos casuais, tanto autônomos quanto jogos multiplayers.
Os jogos estão disponíveis como versões gratuitas on-line, versões de teste, e versões que precisam ser pagas. Alguns jogos podem ser jogados na internet ou gravados em um computador. Jogos multiplayer precisam de conexão para acessar a conta do MSN.
Os numerosos jogos multiplayer são disponíveis para encorajar um senso de comunidade nas salas de conversa, enquanto se joga usando o Windows Live Messenger, ou com o celular.
MSN Games é um membro do portal MSN, e parte da corporação Microsoft.